# Tacita
Tacita ("de zwijgzame") was een van de Camenae, wier cultus volgens de overlevering werd  ingevoerd in Rome door Numa Pompilius. Hij heeft daarenboven volgens Plutarchus de eredienst van Tacita in het bijzonder aanbevolen, als de belangrijkste onder de Muzen.